# Agerpres
Agenția Națională de Presă „AGERPRES” – agencja prasowa funkcjonująca w  Rumunii. Została założona w 1889 roku. 